# دل مونته فورست (کالیفرنیا)
دل مونته فورست (به انگلیسی: Del Monte Forest) یک منطقهٔ مسکونی در ایالات متحده آمریکا است که در شهرستان مونتری، کالیفرنیا واقع شده‌است. دل مونته فورست ۲۷٫۵۷۳ کیلومتر مربع مساحت و ۴٬۵۱۴ نفر جمعیت دارد و ۶۳ متر بالاتر از سطح دریا واقع شده‌است.